# GTF3A
فاکتور رونویسی ۳ آ (انگلیسی: GTF3A) یک پروتئین است که در انسان توسط ژن «GTF3A» کُدگذاری می‌شود.
این پروتئین را نخستین بار دو پژوهشگر به نام «ولف» و «براون» در سال ۱۹۸۸ میلادی کشف کردند.